# 에곤 크렌츠
에곤 루디 에른스트 크렌츠(독일어: Egon Rudi Ernst Krenz, 1937년 3월 19일 ~ )는 동독의 공산주의 정치가이다. 그는 1989년 10월 18일부터 12월 3일까지 단기간 동안 동독의 서기장을 집권하였다.

## 어린 시절
1937년 3월 19일, 지금의 폴란드에 속하는 콜베르크에서 태어났으며, 1944년 동부 포메른에서 독일인들이 추방당했을 때 그의 가족은 담가르텐에 재정착하였다.

## 정치 경력

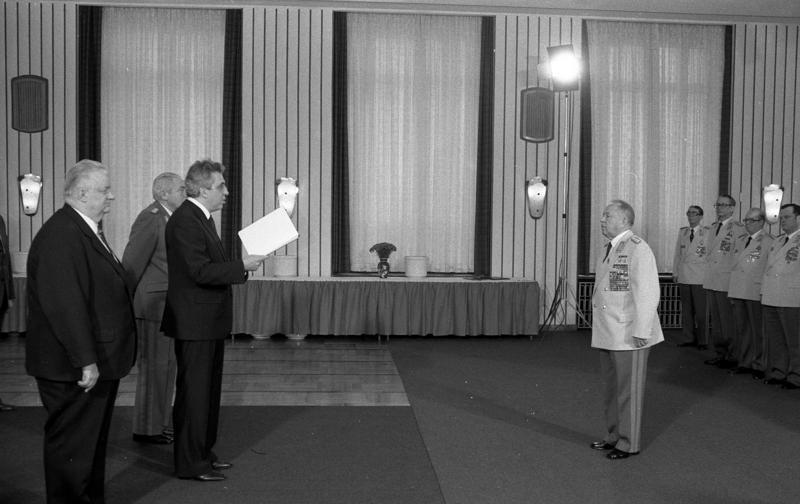
1985년 동독 국가보안부 창설 35주년식에서 정부를 대표하여 에리히 밀케를 축하하는 크렌츠 (왼쪽)

1955년 통일사회당에 입당하였다. 그의 경력을 통하여, 크렌츠는 통일사회당과 공산당 정부에서 다수의 요직에 있었다. 그는 1971년부터 1974년까지 에른스트 텔만 공병 기구의 지도자를 지내다가, 1973년 공산당 중앙 위원회의 단원이 되었다. 또한 국민의회의 단원(1971~90)을 지내면서, 1981년까지 그 최고 회의 간부회의 회원을 겸하였다. 1974년부터 1990년까지 공산당 청년 운동 단체인 자유 독일 청년단의 지도자, 1981년부터 1984년까지 국가의회의 의원을 지내기도 하였다.
1983년 공산당 정치국에 가입하여 중앙 위원회의 서기가 되었다. 1984년 국가의회에서 에리히 호네커의 부서기가 되었을 때 최고 현저로 올랐다. 동시에 파울 베르너를 통일사회당 지도자력에서 비공식적 두 번째 당원으로 대신하여 자신을 국가에서 두 번째로 가장 세력있는 정치인으로 만들었다.
크렌츠는 1989년 6월 당시 자를란트의 사회민주당 주의장 오스카르 라퐁텐의 초청으로 처음으로 서독을 방문하였다. 소문에 의하면, 서독의 사회민주당원들은 인상을 받지 못하였다. 그의 방문 기간 동안에 그와 동행하던 사회민주당의 지휘 당수 브리기테 슐테는 크렌츠를 "완전히 냉담한 인간"으로 묘사하였다.

## 동독의 지도자
동독의 공산당 통치에 대항하며 항의들이 일어난 후에 호네커는 1989년 10월 18일 강제로 사임하였다. 호네커의 의견에서 크렌츠는 새 통일사회당 중앙 위원회의 서기장으로 선출되었다.
수많은 항의들이 일어남에 불구하고, 크렌츠는 국민의회에 의하여 국가의회와 국립국방의회의 의장으로 선출되었다. 국회의 40년 역사에서 두 번째로 투표가 만장 일치가 아니었다 - 26명의 부의장들이 대항하는 투표를 하였고, 26명은 기권하였다. 그날 밤 국립 방송에서 크렌츠는 개혁을 약속하였다.
11월 7일 크렌츠는 정치국의 3분의 2와 함께 빌리 슈토프 총리와 그의 내각의 사임을 인정하였다. 그렇지만 중앙 위원회는 크렌츠를 당서기장 직위에 재선출하였다. 연설에서 크렌츠는 호네커를 비판하는 판단을 시도하였다.
개혁의 약속에 불구하고, 통치에 공동의 반대가 지속적으로 번창하였다. 형세를 막기 위하여 서독으로 탈출하는 동독인들을 막기 위하여 세워진 체코슬로바키아와의 국경을 재개하는 위임을 하였다. 새롭게 형성된 정치국은 장관 회의의 결의의 방향에 의하여 서부로 여행을 위한 새 규정을 도입하는 데 동의하였다.

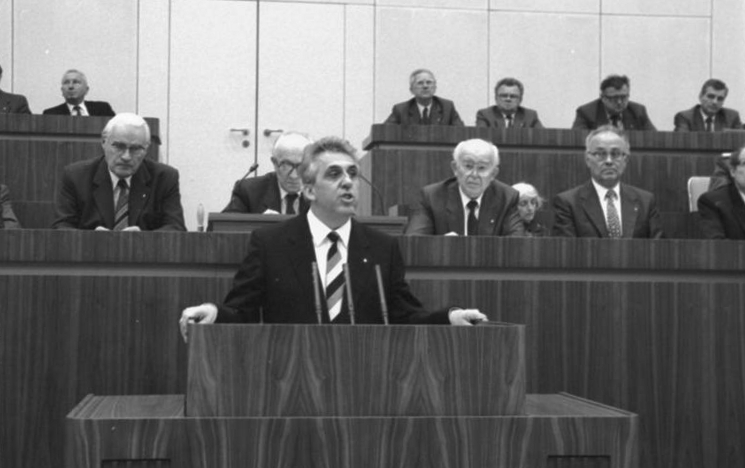
인민의회에서 연설하는 크렌츠

### 베를린 장벽의 개방
11월 9일 저녁, 정치국 단원 귄터 샤보브스키는 중앙 의원회의 정식 결과를 발표하였다. 동독 정부가 국경의 개방을 인정함에 불구하고, 샤보브스키에 의한 오해스러운 언론이 수많은 동독인들이 서베를린으로 자발적인 탈출을 하는 결과를 가져왔다. 갑작스럽고 극적인 베를린 장벽의 개방이 사회민주당 통치의 정치적 붕괴로 이끌었다.
11월 18일 크렌츠는 새 연합 정부에서 욕을 하였다. 선서 대신, 단순한 악수로 이루어졌던 것이다. 12월의 첫날 통일사회당 중앙 위원회의 전체와 정치국 단원들이 사임하였고, 노동 위원회는 당이 그 자리에서 지도력의 임무들을 취하였다. 기독교 민주연합과 자유민주당은 소위의 민주권을 떠난다고 선언하였다. 기독교 민주연합 최고 회의 간부회는 크렌츠를 국가의회와 국립국방의회의 의장직을 사임하도록 권유하였다. 12월 7일 크렌츠는 모든 요직을 사임하였다.

## 재판과 투옥
1997년 크렌츠는 냉전 범죄들, 특히 베를린 장벽을 넘어 공산주의 통치의 탈출을 시도한 4명의 동독인들을 학살한 죄로 징역 6년 6개월을 선고받았다. 그는 또한 다른 범죄적 위반과 함께 선거 사기에 의한 고발을 당하기도 하였다.
그는 재통일된 독일 국가의 법적인 틀구조가 전 동독에 일어나는 것을 적용하지 않았다는 호소, 주장하였다. 또한 전 동독의 공무원들의 기소는 헬무트 콜 서독 총리와 미하일 고르바초프 소비에트 연방 서기장이 독일의 재통일을 이끈 회담들에 의하여 주어진 개인적 동의서의 위반이었다고 호소하기도 하였다. 1999년 평결이 확인되었다. 소문에 의하면, 크렌츠는 자신의 유죄 판결을 "승자의 정의"와 "법정에서 냉전"으로 묘사하였다.
크렌츠는 자신의 징역살이를 베를린 모아비트 교도소 및 하켄펠데 교도소에서 보냈다. 그는 2003년 12월 18일에 석방되었고, 메클렌부르크포어포메른주 디르하겐에서 조용히 퇴직 생활을 하고있다. 그는 그의 선고 2006년까지 가석방으로 남아있었다.